# Гуменне (село)
Гуме́нне — село в Україні, у Вороновицькій селищній громаді Вінницького району Вінницької області.

## Географія
Село розташовані в центральній частині Вінницького району на відстані 20 км від районного центру м. Вінниці .
Через територію колишньої сільської ради проходить автомобільний шлях Вінниця — Липовець, дільниця Вінниця — Гайворон Південно — Західної залізниці, лінії електропередач напругою 110, 130, 750 кВ .

## Історія
Село Гуменне виникло наприкінці XVII століття. Саму назву село здобуло від того, що тут був панський тік (гумно), на який звозили хліб з навколишніх сіл. Током управляв гуменний, який побудував собі будинок і жив у цьому хуторі. Люди, які працювали  переважно на току, теж почали будувати свої оселі біля нього. Так виникло село, яке було назване Гуменне.
Існує інша версія виникнення назви села, за якою село названо іменем першого поселенця Гуменюка Василя (прізвище Гуменюк і зараз досить поширене в селі).
Село управлялось одним старостою, якого вибирали з числа багатих жителів. Він затверджувався волосним старостою. В адміністративному поділі село Гуменне належало до Гавришівської волості Вінницького повіту Камянець-Подільської губернії.
У 1904 році земством в с. Гуменне була побудована сільськогосподарська школа. Після Жовтневої революції школа перетворилась на сільськогосподарський технікум, який згодом був переведений в м. Іллінці.
В 1928 році по кількості виборців було створено Гуменську сільську раду, першим головою якої було обрано Кульчицького Д. І., а секретарем — Басалигу П. М. 
Восени 1929 року в селі Гуменне було організовано колгосп «Спільна праця».

## Населення

### Мова
Розподіл населення за рідною мовою за даними перепису 2001 року:
| Мова       | Відсоток |
| ---------- | -------- |
| українська | 98,85%   |
| російська  | 1,15%    |

## Видатні уродженці
- Піснячевський Дмитро Петрович — український радянський партійний і господарський діяч.